# Lista de universidades federais do Brasil por orçamento
Esta é uma lista de universidades federais do Brasil ordenadas por orçamento anual.
Em virtude de sua criação recente (2013), a Universidade Federal do Cariri (UFCA), no Ceará, a Universidade Federal do Oeste da Bahia (UFOBA), na Bahia, a Universidade Federal do Sul da Bahia (UFESBA), na Bahia, e a Universidade Federal do Sul e Sudeste do Pará (UFSSP), no Pará, ainda estão sob supervisão da Universidade Federal do Ceará e da Universidade Federal da Bahia, de modo que o orçamento destas duas últimas contempla também o orçamento das quatro primeiras.
| Universidade                                                          | Sigla     | Orçamento (R$)   | Ref    |
| --------------------------------------------------------------------- | --------- | ---------------- | ------ |
| Universidade Federal do Rio de Janeiro                                | UFRJ      | 3 967 768 338,00 | [ 2 ]  |
| Universidade Federal de Minas Gerais                                  | UFMG      | 2 460 571 082,00 | [ 3 ]  |
| Universidade Federal Fluminense                                       | UFF       | 2 371 921 556,00 | [ 4 ]  |
| Universidade Federal do Rio Grande do Sul                             | UFRGS     | 2 090 758 721,00 | [ 5 ]  |
| Universidade Federal da Paraíba                                       | UFPB      | 2 042 784 745,00 | [ 6 ]  |
| Universidade de Brasília                                              | UNB       | 2 018 039 016,00 | [ 7 ]  |
| Universidade Federal de Pernambuco                                    | UFPE      | 1 956 390 635,00 | [ 8 ]  |
| Universidade Federal do Paraná                                        | UFPR      | 1 913 243 498,00 | [ 9 ]  |
| Universidade Federal de Santa Catarina                                | UFSC      | 1 895 955 215,00 | [ 10 ] |
| Universidade Federal do Rio Grande do Norte                           | UFRN      | 1 849 902 505,00 | [ 11 ] |
| Universidade Federal da Bahia                                         | UFBA      | 1 809 116 716,00 | [ 12 ] |
| Universidade Federal do Ceará                                         | UFC       | 1 735 754 761,00 | [ 13 ] |
| Universidade Federal do Pará                                          | UFPA      | 1 594 994 460,00 | [ 14 ] |
| Universidade Federal de Santa Maria                                   | UFSM      | 1 509 293 000,00 | [ 15 ] |
| Universidade Federal de São Paulo                                     | UNIFESP   | 1 482 828 727,00 | [ 16 ] |
| Universidade Federal de Uberlândia                                    | UFU       | 1 476 633 594,00 | [ 17 ] |
| Universidade Federal de Goiás                                         | UFGO      | 1 315 382 264,00 | [ 18 ] |
| Universidade Federal do Espírito Santo                                | UFES      | 1 124 762 385,00 | [ 19 ] |
| Universidade Tecnológica Federal do Paraná                            | UTFPR     | 1 110 619 378,00 | [ 20 ] |
| Universidade Federal de Alagoas                                       | UFAL      | 1 061 982 413,00 | [ 21 ] |
| Universidade Federal de Juiz de Fora                                  | UFJF      | 1 053 501 461,00 | [ 22 ] |
| Universidade Federal de Viçosa                                        | UFV       | 981 487 813,00   | [ 23 ] |
| Universidade Federal de Mato Grosso do Sul                            | UFMS      | 952 817 324,00   | [ 24 ] |
| Universidade Federal de Mato Grosso                                   | UFMT      | 891 770 605,00   | [ 25 ] |
| Universidade Federal de Pelotas                                       | UFPEL     | 869 118 172,00   | [ 26 ] |
| Universidade Federal do Amazonas                                      | UFAM      | 857 476 497,00   | [ 27 ] |
| Universidade Federal de Sergipe                                       | UFS       | 843 441 026,00   | [ 28 ] |
| Universidade Federal do Piauí                                         | UFPI      | 826 255 190,00   | [ 29 ] |
| Universidade Federal de Campina Grande                                | UFCG      | 812 954 185,00   | [ 30 ] |
| Universidade Federal Rural do Rio de Janeiro                          | UFRRJ     | 719 829 081,00   | [ 31 ] |
| Universidade Federal de São Carlos                                    | UFSCAR    | 708 343 781,00   | [ 32 ] |
| Universidade Federal do Estado do Rio de Janeiro                      | UNIRIO    | 652 178 325,00   | [ 33 ] |
| Universidade Federal Rural de Pernambuco                              | UFRPE     | 649 073 904,00   | [ 34 ] |
| Universidade Federal do Rio Grande                                    | FURG      | 606 680 454,00   | [ 35 ] |
| Universidade Federal do Maranhão                                      | UFMA      | 542 753 137,13   | [ 36 ] |
| Universidade Federal do Triângulo Mineiro                             | UFTM      | 538 486 293,00   | [ 37 ] |
| Universidade Federal de Ouro Preto                                    | UFOP      | 486 463 437,00   | [ 38 ] |
| Universidade Federal de Lavras                                        | UFLA      | 420 763 977,00   | [ 39 ] |
| Universidade Federal do Acre                                          | UFAC      | 389 872 403,00   | [ 40 ] |
| Universidade Federal de São João del-Rei                              | UFSJ      | 364 494 645,00   | [ 41 ] |
| Universidade Federal do Pampa                                         | UNIPAMPA  | 359 474 654,00   | [ 42 ] |
| Universidade Federal do ABC                                           | UFABC     | 336 368 999,00   | [ 43 ] |
| Universidade Federal de Rondônia                                      | UNIR      | 333 936 414,00   | [ 44 ] |
| Universidade Federal do Recôncavo da Bahia                            | UFRB      | 330 709 054,00   | [ 45 ] |
| Universidade Federal Rural do Semi-Árido                              | UFERSA    | 312 834 253,00   | [ 46 ] |
| Universidade Federal dos Vales do Jequitinhonha e Mucuri              | UFVJM     | 312 801 589,00   | [ 47 ] |
| Universidade Federal do Tocantins                                     | UFT       | 311 895 313,00   | [ 48 ] |
| Universidade Federal da Grande Dourados                               | UFGD      | 304 774 238,00   | [ 49 ] |
| Universidade Federal da Fronteira Sul                                 | UFFS      | 291 339 511,00   | [ 50 ] |
| Universidade Federal Rural da Amazônia                                | UFRA      | 269 093 240,00   | [ 51 ] |
| Universidade Federal de Alfenas                                       | UNIFAL    | 266 801 634,00   | [ 52 ] |
| Universidade Federal de Roraima                                       | UFRR      | 265 313 841,00   | [ 53 ] |
| Universidade Federal de Itajubá                                       | UNIFEI    | 257 623 637,00   | [ 54 ] |
| Universidade Federal do Amapá                                         | UNIFAP    | 239 074 871,00   | [ 55 ] |
| Universidade Federal do Oeste do Pará                                 | UFOPA     | 213 095 838,00   | [ 56 ] |
| Universidade Federal do Vale do São Francisco                         | UNIVASF   | 209 932 145,00   | [ 57 ] |
| Universidade Federal da Integração Latino-Americana                   | UNILA     | 181 751 378,00   | [ 58 ] |
| Universidade Federal do Cariri                                        | UFCA      | 161 035 126,00   | [ 59 ] |
| Universidade Federal de Ciências da Saúde de Porto Alegre             | UFCSPA    | 158 833 562,00   | [ 60 ] |
| Universidade da Integração Internacional da Lusofonia Afro-Brasileira | UNILAB    | 157 837 040,00   | [ 61 ] |
| Universidade Federal do Sul e Sudeste do Pará                         | UNIFESSPA | 148 183 939,00   | [ 62 ] |
| Universidade Federal do Sul da Bahia                                  | UFSB      | 118 058 478,00   | [ 63 ] |
| Universidade Federal do Oeste da Bahia                                | UFOB      | 117 837 660,00   | [ 64 ] |